# 上帝中心论
上帝中心论（英語：Theocentricism）是基督教神学中的一个术语，指上帝是人们存在的中心，相对的概念包括人间中心主义（Anthropocentrism）和存在主义（Existentialism）。
在基督教神学中，这个术语被用于指代以圣父作为关注焦点的理论，而非以基督为中心的基督中心论，或以圣灵为关注焦点。上帝中心论是希波的奥古斯丁的基督论的关键所在。